# Islands District
Islands District is een groot en tevens verspreid district in Hongkong. Hongkong heeft totaal achttien districten. Het district had in 2009 ongeveer 137.000 inwoners. De totale oppervlakte van het district is km². Het ligt in het westen van de New Territories. Het district heeft de laagste bevolkingsdichtheid van Hongkong. 2% van de Hongkongse bevolking woont hier en het gebied beslaat 16% van het totale gebied van Hongkong.
Het grootste eiland van het district is Lantau.

## Eilanden van het district
- Cha Kwo Chau
- Chek Lap Kok (Hong Kong International Airport staat hier)
- Cheung Chau
- Hei Ling Chau
  - Sunshine Island (Chau Kung To)
- Peaked Hill (Kai Yek Kok)
- Kau Yi Chau
  - Siu Kau Yi Chau
- Lamma-eiland
  - Luk Chau (George Island)
- Lantau (grootste eiland van het district)
  - Discovery Bay
  - Mui Wo
  - Tai O
  - Tung Chung
- Peng Chau
  - Tai Lei
- Po Toi Islands
  - Lo Chau (Beaufort Island)
  - Mat Chau
  - Po Toi
  - Sung Kong
  - Waglan Island
- Shek Kwu Chau
- Soko Islands
  - Cheung Muk Tau
  - Ma Chau
  - Siu A Chau
  - Tai A Chau
  - Tau Lo Chau
  - Yuen Chau
  - Yuen Kong Chau